# Luai Ururu
Es un futbolista juvenil de Rusia que se desempeña de Mediocampista actualmente en el FC Astrakhan.
Debutó en 2011, en el FC Rubin Kazán de Rusia y en el 2012 pasó a las Reservas.

## Clubes
| Club                     | País  | Año    |
| ------------------------ | ----- | ------ |
| FC Rubin-2 Kazan         | Rusia | 2011   |
| FC Rubin Kazán (Reserva) | Rusia | 2012   |
| FC Astrakhan             | Rusia | 2013 - |

- Datos: Q1706014